# Cattedrale dell'Avvento (Birmingham)
La cattedrale dell'Avvento (in inglese: Cathedral of the Advent) è una cattedrale episcopale situata a Birmingham, in Alabama, Stati Uniti d'America. La cattedrale è sede della diocesi episcopale dell'Alabama.

## Storia
La chiesa parrocchiale dell'Avvento è stata fondata nel 1872, un anno dopo la fondazione della città di Birmingham, ed è stata una delle prime chiese costruite nella città. Il primo edificio è stato completato nel 1873 ma fu presto distrutto da un incendio. L'attuale struttura in stile neogotico fu realizzata nel 1883 su progetto di Charles Wheelock. La torre e il portico sono stati ultimati nel 1885. La chiesa dell'Avvento è stata elevata a cattedrale nel 1982, quando la diocesi di Alabama ha scelto la chiesa come sua sede. La cattedrale è nota per la sua posizione storica sulla Twentieth Street nonché per la reputazione del suo repertorio di musica.
Il 30 marzo 1983 la struttura è stata inserita nel registro nazionale dei luoghi storici.